# Stig Danielsson
Stig Danielsson, född 24 januari 1920 i Oscar Fredriks församling, Göteborg, död 24 november 2011 i Backa församling, Göteborgs kommun, var svensk friidrottare (sprinter).
Danielsson tog EM-guld och EM-brons på 4 x 100 meter 1946 och 1950. SM-guld på 200 meter 1946 och 1950. SM-silver på 100 meter 1946, 1947 och 1950. Han tävlade för Örgryte IS.